# Ayds

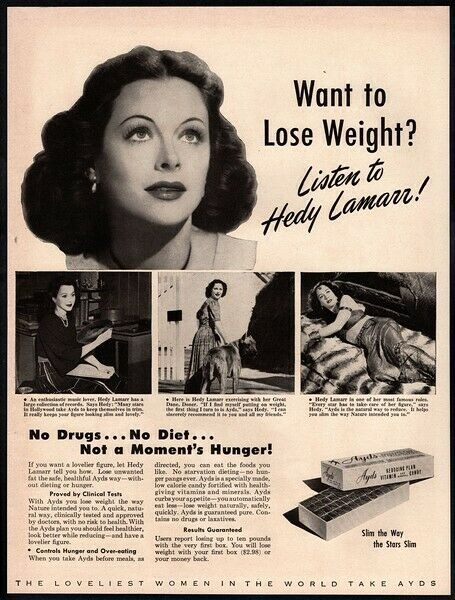
Pubblicità con Hedy Lamarr

Ayds era un anoressizzante a base di fenilpropanolamina venduto in America del Nord e nel Regno Unito sotto forma di caramelle.
A fine degli anni 1980 il prodotto cambiò nome in Aydslim, in seguito all'associazione con l'AIDS. Nonostante la nuova denominazione, il prodotto fu in seguito ritirato dal mercato.